# Оброчная (Великоустюгский район)
Оброчная — упразднённая в 2020 году деревня в Великоустюгском районе Вологодской области.
На момент упразднения входила в состав Трегубовского сельского поселения, с точки зрения административно-территориального деления — в Нижнешарденгский сельсовет. До этого входила в состав Нижнешарденгского сельского поселения, которое было объединено с Трегубовским с административным центром в деревне Морозовица.
Расстояние по автодороге до районного центра Великого Устюга — 34,5 км, до бывшего центра муниципального образования Пеганово — 9,5 км. Ближайшие населённые пункты — Верхнее Алешково, Биричево, Фоминская, Нижнее Алешково.
По данным переписи в 2002 году постоянного населения не было.